# Renglischberg
Renglischberg este o arie protejată (arie de protecție specială avifaunistică — SPA) din Germania întinsă pe o suprafață de 220 ha, integral pe uscat.

## Localizare
Centrul sitului Renglischberg este situat la coordonatele 49°32′06″N 6°27′41″E / 49.535°N 6.4614°E.

## Înființare
Situl Renglischberg a fost declarat arie de protecție specială avifaunistică în septembrie 2006 pentru a proteja 4 specii de animale.

## Biodiversitate
Situată în ecoregiunea continentală, aria protejată nu include niciun habitat protejat.
La baza desemnării sitului se află mai multe specii protejate de  păsări (4): Charadrius morinellus, prepeliță (Coturnix coturnix), sfrâncioc roșiatic (Lanius collurio), ploier auriu (Pluvialis apricaria).